# Julian Glover
Julian Wyatt Glover (Londres, 27 de marzo de 1935) es un actor británico. Es conocido por su papel de Walter Donovan en Indiana Jones y la última cruzada, por su participación como el general Veers en Star Wars V: El Imperio contraataca  y por su interpretación del Gran Maestre Pycelle en Game of Thrones.

## Biografía

### Vida personal
Asistió a la Bristol Grammar School, donde coincidió en la misma clase con el actor Timothy West, se formó en el National Youth Theatre y actuó con la Royal Shakespeare Company.
En 1957 se casó con Eileen Atkins. Se divorciaron en 1966. Posteriormente volvió a casarse con Isla Blair en 1968 con quien tuvo un hijo, Jamie Glover nacido en 1969.

### Carrera
Durante las décadas del 60 y 70, Glover apareció con frecuencia en programas de la televisión británica, incluidos Los vengadores, Doctor Who y Los corsarios de Blake. También apareció en Quatermass and the Pit en 1967, donde interpretaba al oponente de Quatermass, el coronel Breen.
A lo largo de los años 80, realizó algunas de sus apariciones más memorables en el cine, como el general imperial Maximilian Veers en Star Wars: Episodio V - El Imperio Contraataca (1980), el despiadado Aris Kristatos en la película de James Bond Sólo para tus ojos (1981), y el nazi americano Walter Donovan en Indiana Jones y la última cruzada (1989).
En 2002 puso voz a la araña gigante Aragog en Harry Potter y la cámara secreta. En 2011, Glover fue confirmado para el papel del Gran Maestre Pycelle en la serie de HBO Juego de tronos. Dejó de ser parte de la serie en junio de 2016, en el último episodio de la sexta temporada.